# Alabast
 "Alabaster" omdirigeres hertil. For byen i den amerikanske delstat Alabama, se Alabaster (Alabama).
Alabast er navnet på to forskellige mineraler: en slags kalciumkarbonat og en slags kalciumsulfat – også kaldet gips. Mineralet er tæt, finkornet, gennemskinneligt og hvidt eller marmoreret. 
Kalciumkarbonat-udgaven af alabast blev anvendt til skulpturelle arbejder, små parfume-beholdere, vaser og mindre, religiøse genstande i det gamle Egypten og Mesopotamien. I farao Seti I's gravkammer nær Theben var en sarkofag udhugget af ét stort stykke hvid alabast. 
I Europa er gips i mindre grad anvendt til skulpturelle arbejder, prydgenstande og armaturer fra Middelalderen til i dag. Skæres alabast tyndt, kan det anvendes som små ruder i vinduer; de ses i middelalderkirker i Italien. Mineralet findes bl.a. i Italien og ved Isfjorden på Svalbard.